# Мартін Касерес
Хосе́ Марті́н Ка́серес Сі́льва (ісп. José Martín Cáceres Silva, нар. 7 квітня 1987, Монтевідео) — уругвайський футболіст, захисник американського «Лос-Анджелес Гелаксі» і збірної Уругваю.

## Клубна кар'єра
У дорослому футболі дебютував 2005 року виступами за «Дефенсор Спортінг», у якому провів два сезони, взявши участь у 26 матчах чемпіонату.
У лютому 2007 року перейшов у «Вільярреал», але не зміг пробитися в основний склад команди і був відданий в оренду до «Рекреатіво».
4 червня 2008 року за 18,5 млн. євро перейшов до «Барселони», виборовши в першому ж сезоні титул чемпіона Іспанії, став володарем Кубка Іспанії з футболу та переможцем Ліги чемпіонів УЄФА. Проте сам Касерес не був основною персоною в тріумфах команди, тому вже по завершенню сезону 6 серпня 2009 року Мартін перейшов на правах оренди до «Ювентуса». Після завершення оренди італійський клуб не захотів викупати трансфер уругвайця за 11 млн євро, вважаючи, що ціна завищена. Тому наступний сезон Касерес провів на правах оренди у складі «Севільї», приєднавшись до неї 30 серпня 2010 року. Після завершення оренди іспанські клуби домовились про повноцінний трансфер і 31 травня 2011 року Касерес за 4,5 млн євро став повноцінним гравцем андалузького клубу.
Проте через півсезону, 25 січня 2012 року гравець повернувся в оренду за 1,5 млн євро в «Ювентус», а пізніше того ж року уклав з туринським клубом повноцінний контракт. Цього разу провів у його складі чотири сезони.
Протягом 2017—2018 років захищав кольори клубів «Саутгемптон» та «Верона».
До складу римського «Лаціо» приєднався 8 січня 2018 року. А за рік, 29 січня 2019 року, утретє став гравцем «Ювентуса», цього разу на умовах оренди терміном до кінця сезону 2018/19.
Влітку 2019 року контракт гравця з «Лаціо» завершився, і він на правах вільного агента уклав однорічну угоду з «Фіорентиною». Згодом ще на рік подовжував співпрацю з флорентійським клубом. 1 вересня 2021 року новим клубом 34-річного уругвайця став «Кальярі», до якого Касерес приєднався такоя як вільний агент.
За півроку перебрався до іспанського «Леванте», за який відіграв другу половину сезону 2021/22, після чого у липні 2022 року став гравцем американського «Лос-Анджелес Гелаксі».

## Виступи за збірні
2007 року залучався до складу молодіжної збірної Уругваю, з якою брав участь у молодіжному чемпіонаті світу 2007 року. Всього за молодіжну збірну зіграв у 11 офіційних матчах.
12 вересня 2007 року у віці 20 років дебютував в офіційних матчах у складі національної збірної Уругваю. Наразі провів у формі головної команди країни 39 матчів, забивши 1 гол.
У складі збірної був учасником чемпіонату світу 2010 року у ПАР та Кубка Америки 2011 року в Аргентині, на якому здобув з командою золоті медалі, розіграшу Кубка конфедерацій 2013 року у Бразилії, а також чемпіонату світу 2014 року у Бразилії.
2 червня 2018 року був включений до заявки збірної Уругваю для участі у своїй третій світовій першості — чемпіонаті світу 2018 року в Росії, де взяв участь в усіх матчах своєї команди, яка лише на стадії чвертьфіналів вибула з боротьби, поступившись майбутнім чемпіонам світу французам.
2019 року, був основним захисником збірної на Кубку Америки, де команда вибула на стадії чвертьфіналів, поступившись збірній Перу у серії пенальті. За два роки був учасником Кубка Америки 2021.
У жовтні 2020 року провів свою 100-ту гру за національну команду Уругваю.
| Дата       | Місто               | Господарі        | Результат               | Гості             | Турнір                          | Голи | Примітки |
| ---------- | ------------------- | ---------------- | ----------------------- | ----------------- | ------------------------------- | ---- | -------- |
| 12/09/2007 | Йоганнесбург        | ПАР              | 0 – 0                   | Уругвай           | товариський матч                | -    |          |
| 06/02/2008 | Монтевідео          | Уругвай          | 2 – 2                   | Колумбія          | товариський матч                | -    |          |
| 25/05/2008 | Бохум               | Туреччина        | 2 – 3                   | Уругвай           | товариський матч                | -    |          |
| 28/05/2008 | Осло                | Норвегія         | 2 – 2                   | Уругвай           | товариський матч                | -    |          |
| 14/06/2008 | Монтевідео          | Уругвай          | 1 – 1                   | Венесуела         | Відбір до ЧС 2010               | -    |          |
| 17/06/2008 | Монтевідео          | Уругвай          | 6 – 0                   | Перу              | Відбір до ЧС 2010               | -    |          |
| 10/09/2008 | Монтевідео          | Уругвай          | 0 – 0                   | Еквадор           | Відбір до ЧС 2010               | -    |          |
| 11/10/2008 | Буенос-Айрес        | Аргентина        | 2 – 1                   | Уругвай           | Відбір до ЧС 2010               | -    |          |
| 14/10/2008 | Ла-Пас              | Болівія          | 2 – 2                   | Уругвай           | Відбір до ЧС 2010               | -    |          |
| 19/11/2008 | Сен-Дені            | Франція          | 0 – 0                   | Уругвай           | товариський матч                | -    |          |
| 11/02/2009 | Триполі             | Лівія            | 2 – 3                   | Уругвай           | товариський матч                | -    |          |
| 28/03/2009 | Монтевідео          | Уругвай          | 2 – 0                   | Парагвай          | Відбір до ЧС 2010               | -    |          |
| 01/04/2009 | Сантьяго            | Чилі             | 0 – 0                   | Уругвай           | Відбір до ЧС 2010               | -    |          |
| 06/06/2009 | Монтевідео          | Уругвай          | 0 – 4                   | Бразилія          | Відбір до ЧС 2010               | -    |          |
| 10/06/2009 | Пуерто Ордас        | Венесуела        | 2 – 2                   | Уругвай           | Відбір до ЧС 2010               | -    |          |
| 10/09/2009 | Монтевідео          | Уругвай          | 3 – 1                   | Колумбія          | Відбір до ЧС 2010               | -    |          |
| 10/10/2009 | Кіто                | Еквадор          | 1 – 2                   | Уругвай           | Відбір до ЧС 2010               | -    |          |
| 14/10/2009 | Монтевідео          | Уругвай          | 0 – 1                   | Аргентина         | Відбір до ЧС 2010               | -    |          |
| 26/05/2010 | Монтевідео          | Уругвай          | 4 – 1                   | Ізраїль           | товариський матч                | -    |          |
| 06/07/2010 | Кейптаун            | Уругвай          | 2 – 3                   | Нідерланди        | ЧС 2010 - півфінал              | -    |          |
| 10/07/2010 | Порт-Елізабет       | Уругвай          | 2 – 3                   | Німеччина         | ЧС 2010 - за 3 місце            | -    |          |
| 08/10/2010 | Джакарта            | Індонезія        | 1 – 7                   | Уругвай           | товариський матч                | -    |          |
| 12/10/2010 | Ухань               | КНР              | 0 – 4                   | Уругвай           | товариський матч                | -    |          |
| 18/11/2010 | Сантьяго            | Чилі             | 2 – 0                   | Уругвай           | товариський матч                | -    |          |
| 29/03/2011 | Дублін              | Ірландія         | 2 – 3                   | Уругвай           | товариський матч                | -    |          |
| 29/05/2011 | Зінсгайм            | Німеччина        | 2 – 1                   | Уругвай           | товариський матч                | -    |          |
| 08/06/2011 | Монтевідео          | Уругвай          | 1 – 1                   | Нідерланди        | товариський матч                | -    |          |
| 23/06/2011 | Ривера              | Уругвай          | 3 – 0                   | Естонія           | товариський матч                | 1    |          |
| 04/07/2011 | Сан-Хуан            | Уругвай          | 1 – 1                   | Перу              | Копа Америка 2011 - 1-й етап    | -    |          |
| 08/07/2011 | Мендоса             | Уругвай          | 1 – 1                   | Чилі              | Копа Америка 2011 - 1-й етап    | -    |          |
| 16/07/2011 | Санта-Фе            | Аргентина        | 1 – 1 д.ч. (4-5 п.п.)   | Уругвай           | Копа Америка 2011 - чвертьфінал | -    |          |
| 19/07/2011 | Ла-Плата (місто)    | Перу             | 0 – 2                   | Уругвай           | Копа Америка 2011 - півфінал    | -    |          |
| 24/07/2011 | Буенос-Айрес        | Уругвай          | 3 – 0                   | Парагвай          | Копа Америка 2011 - фінал       | -    |          |
| 02/09/2011 | Харків              | Україна          | 2 – 3                   | Уругвай           | товариський матч                | -    |          |
| 07/10/2011 | Монтевідео          | Уругвай          | 4 – 2                   | Болівія           | Відбір до ЧС 2014               | -    |          |
| 11/10/2011 | Асунсьйон           | Парагвай         | 1 – 1                   | Уругвай           | Відбір до ЧС 2014               | -    |          |
| 11/11/2011 | Монтевідео          | Уругвай          | 4 – 0                   | Чилі              | Відбір до ЧС 2014               | -    |          |
| 15/11/2011 | Рим                 | Італія           | 0 – 1                   | Уругвай           | товариський матч                | -    |          |
| 29-2-2012  | Бухарест            | Румунія          | 1 – 1                   | Уругвай           | товариський матч                | -    |          |
| 25-5-2012  | Москва              | Росія            | 1 – 1                   | Уругвай           | товариський матч                | -    | 50'      |
| 2-6-2012   | Монтевідео          | Уругвай          | 1 – 1                   | Венесуела         | Відбір до ЧС 2014               | -    |          |
| 10-6-2012  | Монтевідео          | Уругвай          | 4 – 2                   | Перу              | Відбір до ЧС 2014               | -    |          |
| 12-10-2012 | Мендоса             | Аргентина        | 3 – 0                   | Уругвай           | Відбір до ЧС 2014               | -    | 32'      |
| 14-11-2012 | Гданськ             | Польща           | 1 – 3                   | Уругвай           | товариський матч                | -    |          |
| 6-2-2013   | Доха                | Іспанія          | 3 – 1                   | Уругвай           | товариський матч                | -    |          |
| 5-6-2013   | Монтевідео          | Уругвай          | 1 – 0                   | Франція           | товариський матч                | -    |          |
| 11-6-2013  | Сьюдад-Гуаяна       | Венесуела        | 0 – 1                   | Уругвай           | Відбір до ЧС 2014               | -    | 62'      |
| 16-6-2013  | Ресіфі              | Іспанія          | 2 – 1                   | Уругвай           | Кубок Конфедерацій              | -    |          |
| 20-6-2013  | Салвадор            | Нігерія          | 1 – 2                   | Уругвай           | Кубок Конфедерацій              | -    |          |
| 26-6-2013  | Ріо-де-Жанейро      | Бразилія         | 2 – 1                   | Уругвай           | Кубок Конфедерацій              | -    |          |
| 30-6-2013  | Салвадор            | Уругвай          | 2 – 2 д.ч. (2 - 3 п.п.) | Італія            | Кубок Конфедерацій              | -    |          |
| 14-8-2013  | Повіт Міяґі         | Японія           | 2 – 4                   | Уругвай           | товариський матч                | -    | 78'      |
| 6-9-2013   | Ліма                | Перу             | 1 – 2                   | Уругвай           | Відбір до ЧС 2014               | -    | 81'      |
| 13-11-2013 | Амман               | Йорданія         | 0 – 5                   | Уругвай           | Відбір до ЧС 2014               | -    |          |
| 20-11-2013 | Монтевідео          | Уругвай          | 0 – 0                   | Йорданія          | Відбір до ЧС 2014               | -    |          |
| 30-5-2014  | Монтевідео          | Уругвай          | 1 – 0                   | Північна Ірландія | товариський матч                | -    | 73'      |
| 4-6-2014   | Монтевідео          | Уругвай          | 2 – 0                   | Словенія          | товариський матч                | -    |          |
| 14-6-2014  | Форталеза           | Уругвай          | 1 – 3                   | Коста-Рика        | ЧС 2014 - 1-й етап              | -    | 81'      |
| 19-6-2014  | Сан-Паулу           | Уругвай          | 2 – 1                   | Англія            | ЧС 2014 - 1-й етап              | -    |          |
| 24-6-2014  | Натал               | Італія           | 0 – 1                   | Уругвай           | ЧС 2014 - 1-й етап              | -    |          |
| 28-6-2014  | Ріо-де-Жанейро      | Колумбія         | 2 – 0                   | Уругвай           | ЧС 2014 - 1/8 фіналу            | -    |          |
| 5-9-2014   | Саппоро             | Японія           | 0 – 2                   | Уругвай           | товариський матч                | -    | 67' 83'  |
| 8-9-2014   | Коян                | Південна Корея   | 0 – 1                   | Уругвай           | товариський матч                | -    |          |
| 4-9-2015   | Панама              | Панама           | 0 – 1                   | Уругвай           | товариський матч                | -    |          |
| 8-9-2015   | Сан-Хосе            | Коста-Рика       | 1 – 0                   | Уругвай           | товариський матч                | -    |          |
| 8-10-2015  | Ла-Пас              | Болівія          | 0 – 2                   | Уругвай           | Відбір до ЧС 2018               | 1    |          |
| 13-10-2015 | Монтевідео          | Уругвай          | 3 – 0                   | Колумбія          | Відбір до ЧС 2018               | -    | 19'      |
| 12-11-2015 | Кіто                | Еквадор          | 2 – 1                   | Уругвай           | Відбір до ЧС 2018               | -    |          |
| 18-11-2015 | Монтевідео          | Уругвай          | 3 – 0                   | Чилі              | Відбір до ЧС 2018               | 1    |          |
| 4-6-2017   | Дублін              | Ірландія         | 3 – 1                   | Уругвай           | товариський матч                | -    |          |
| 7-6-2017   | Ніцца               | Італія           | 3 – 0                   | Уругвай           | товариський матч                | -    |          |
| 31-8-2017  | Монтевідео          | Уругвай          | 0 – 0                   | Аргентина         | Відбір до ЧС 2018               | -    |          |
| 5-9-2017   | Асунсьйон           | Парагвай         | 1 – 2                   | Уругвай           | Відбір до ЧС 2018               | -    |          |
| 5-10-2017  | Сан-Кристобаль      | Венесуела        | 0 – 0                   | Уругвай           | Відбір до ЧС 2018               | -    |          |
| 10-10-2017 | Монтевідео          | Уругвай          | 4 – 2                   | Болівія           | Відбір до ЧС 2018               | 1    |          |
| 8-6-2018   | Монтевідео          | Уругвай          | 3 – 0                   | Узбекистан        | товариський матч                | -    |          |
| 15-6-2018  | Єкатеринбург        | Єгипет           | 0 – 1                   | Уругвай           | ЧС 2018 - 1-й етап              | -    |          |
| 20-6-2018  | Ростов-на-Дону      | Уругвай          | 1 – 0                   | Саудівська Аравія | ЧС 2018 - 1-й етап              | -    |          |
| 25-6-2018  | Самара              | Уругвай          | 3 – 0                   | Росія             | ЧС 2018 - 1-й етап              | -    |          |
| 30-6-2018  | Сочі                | Уругвай          | 2 – 1                   | Португалія        | ЧС 2018 - 1/8 фіналу            | -    |          |
| 6-7-2018   | Нижній Новгород     | Уругвай          | 0 – 2                   | Франція           | ЧС 2018 - чвертьфінал           | -    |          |
| 8-9-2018   | Х'юстон             | Мексика          | 1 – 4                   | Уругвай           | товариський матч                | -    |          |
| 12-10-2018 | Сеул                | Південна Корея   | 2 – 1                   | Уругвай           | товариський матч                | -    |          |
| 16-10-2018 | Сайтама             | Японія           | 4 – 3                   | Уругвай           | товариський матч                | -    | 64'      |
| 16-11-2018 | Лондон              | Бразилія         | 1 – 0                   | Уругвай           | товариський матч                | -    | 80'      |
| 20-11-2018 | Сен-Дені            | Франція          | 1 – 0                   | Уругвай           | товариський матч                | -    |          |
| 22-3-2019  | Наньнін             | Уругвай          | 3 – 0                   | Узбекистан        | товариський матч                | -    |          |
| 25-3-2019  | Наньнін             | Таїланд          | 0 – 4                   | Уругвай           | товариський матч                | -    | 61'      |
| 7-6-2019   | Монтевідео          | Уругвай          | 3 – 0                   | Панама            | товариський матч                | -    |          |
| 16-6-2019  | Белу-Оризонті       | Уругвай          | 4 – 0                   | Еквадор           | Копа Америка 2019 - 1-й етап    | -    |          |
| 20-6-2019  | Порту-Алегрі        | Уругвай          | 2 – 2                   | Японія            | Копа Америка 2019 - 1-й етап    | -    |          |
| 24-6-2019  | Ріо-де-Жанейро      | Чилі             | 0 – 1                   | Уругвай           | Копа Америка 2019 - 1-й етап    | -    |          |
| 29-6-2019  | Салвадор (Бразилія) | Уругвай          | 0 – 0 (4 – 5 п.п.)      | Перу              | Копа Америка 2019 - чвертьфінал | -    |          |
| 7-9-2019   | Сан-Хосе            | Коста-Рика       | 1 – 2                   | Уругвай           | товариський матч                | -    |          |
| 10-9-2019  | Сент-Луїс           | США              | 1 – 1                   | Уругвай           | товариський матч                | -    |          |
| 12-10-2019 | Монтевідео          | Уругвай          | 1 – 0                   | Перу              | товариський матч                | -    | 84'      |
| 15-10-2019 | Ліма                | Перу             | 1 – 1                   | Уругвай           | товариський матч                | -    | 26'      |
| 18-11-2019 | Тель-Авів           | Аргентина        | 2 – 2                   | Уругвай           | товариський матч                | -    |          |
| 8-10-2020  | Монтевідео          | Уругвай          | 2 – 1                   | Чилі              | Відбір до ЧС 2022               | -    |          |
| 13-10-2020 | Кіто                | Еквадор          | 4 – 2                   | Уругвай           | Відбір до ЧС 2022               | -    |          |
| 13-11-2020 | Барранкілья         | Колумбія         | 0 – 3                   | Уругвай           | Відбір до ЧС 2022               | -    |          |
| 17-11-2020 | Монтевідео          | Уругвай          | 0 – 2                   | Бразилія          | Відбір до ЧС 2022               | -    | 85'      |
| 3-6-2021   | Монтевідео          | Уругвай          | 0 – 0                   | Парагвай          | Відбір до ЧС 2022               | -    |          |
| 8-6-2021   | Каракас             | Венесуела        | 0 – 0                   | Уругвай           | Відбір до ЧС 2022               | -    | 90+1'    |
| 21-6-2021  | Куяба               | Уругвай          | 1 – 1                   | Чилі              | Копа Америка 2021 - 1-й етап    | -    | 46'      |
| 28-6-2021  | Ріо-де-Жанейро      | Уругвай          | 1 – 0                   | Парагвай          | Копа Америка 2021 - 1-й етап    | -    | 57'      |
| 3-7-2021   | Бразиліа            | Уругвай          | 0 – 0 д.ч. (2 – 4 п.п.) | Колумбія          | Копа Америка 2021 - чвертьфінал | -    | 80'      |
| 14-10-2021 | Манаус              | Бразилія         | 4 – 1                   | Уругвай           | Відбір до ЧС 2022               | -    | 46'      |
| 12-11-2021 | Монтевідео          | Уругвай          | 0 – 1                   | Аргентина         | Відбір до ЧС 2022               | -    |          |
| 16-11-2021 | Ла-Пас              | Болівія          | 3 – 0                   | Уругвай           | Відбір до ЧС 2022               | -    |          |
| 27-1-2022  | Асунсьйон           | Парагвай         | 0 – 1                   | Уругвай           | Відбір до ЧС 2022               | -    | 83'      |
| 1-2-2022   | Монтевідео          | Уругвай          | 4 – 1                   | Венесуела         | Відбір до ЧС 2022               | -    | 89'      |
| 5-6-2022   | Канзас-Сіті         | США              | 0 – 0                   | Уругвай           | товариський матч                | -    |          |
| 11-6-2022  | Монтевідео          | Уругвай          | 5 – 0                   | Панама            | товариський матч                | -    | 62'      |
| Усього     |                     | Матчів (6 місце) | 114                     |                   | Голів                           | 4    |          |

## Титули і досягнення
- Чемпіон Іспанії (1):

«Барселона»: 2008-09
- Володар Кубка Іспанії з футболу (1):

«Барселона»: 2008-09
- Переможець Ліги чемпіонів УЄФА (1):

«Барселона»: 2008-09
- Чемпіон Італії (6):

«Ювентус»: 2011–12, 2012–13, 2013–14, 2014–15, 2015–16, 2018–19
- Володар Кубка Італії (2):

«Ювентус»: 2014-15, 2015-16
- Володар Суперкубка Італії (3):

«Ювентус»: 2012, 2013, 2015
- Володар Кубка Америки (1):

Уругвай: 2011